# 17926 Jameswu
A 17926 Jameswu (ideiglenes jelöléssel 1999 GA18) a Naprendszer kisbolygóövében található aszteroida. A LINEAR projekt keretében fedezték fel 1999. április 15-én.